# Seppo Repo
Seppo Hannu Antero Repo (* 21. September 1947 in Joensuu) ist ein ehemaliger finnischer Eishockeyspieler und -trainer. 1990 wurde er in die finnische Hockey Hall of Fame aufgenommen.

## Karriere

### Als Spieler
Seppo Repo begann seine Karriere in seinem Heimatort bei Jokipojat, wo er zunächst in den Jugendmannschaften und ab der Saison 1965/66 in der Seniorenmannschaft spielte. Mit dem Team stieg er in dieser Saison in die zweitklassige 1. Division auf, wo er noch ein Jahr für den Klub aktiv war. Von 1967 bis 1970 spielte er anschließend für den Ligakonkurrenten Savonlinnan Pallokerho, wobei er 1968 seinen zweiten Aufstieg, dieses Mal in die SM-sarja, feierte. In den Jahren bis 1976 war Repo für verschiedene Teams in der höchsten finnischen Liga aktiv, unter anderem drei Jahre für TPS. In dieser Zeit etablierte sich der Linksschütze als einer der besten Spieler in der Liga und nahm an zwei All-Star-Spielen teil. Außerdem wurde er in der Spielzeit 1974/75 Torschützenkönig und im Folgejahr zum Spieler des Jahres in Finnland gewählt. Allerdings konnte er mit seinen Teams keine Erfolge feiern.
Zur Spielzeit 1976/77 wechselte Repo in die World Hockey Association zu den Phoenix Roadrunners. Trotz guter Leistungen wurde sein Vertrag jedoch nicht verlängert und er kehrte nach Europa zurück. Bis 1983 spielte er noch weitere drei Jahre in der SM-liiga, wobei er in der Spielzeit 1981/82 mit TPS die Vizemeisterschaft errang. Ein Jahr zuvor war er für ein Jahr beim EHC 70 München in der Eishockey-Bundesliga unter Vertrag. Da er nicht mehr die Stärke früherer Jahre erreichte und auch seine Statistiken stark rückläufig waren, wechselte der mittlerweile 36-Jährige Repo zur Spielzeit 1983/84 in die 1. Division. Bis zu seinem Karriereende 1989 war er fast ausschließlich dort für verschiedene Teams aktiv. Unterbrochen wurde diese Zeit nur von einem Jahr in der dänischen Eliteserien, wo er mit dem Herning IK in der Spielzeit 1986/87 dänischer Meister wurde.

### International
Repo vertrat sein Heimatland bei insgesamt acht Weltmeisterschaften. Die größten Erfolge erreichte er bei den ersten fünf Teilnahmen in den Jahren 1971 bis 1975, wo Finnland jeweils den vierten Platz belegte. 1975 entschied erst die Tordifferenz über den dritten Platz zwischen Schweden und Finnland, da der direkte Vergleich unentschieden geendet hatte. Zudem bestritt Repo mit der Nationalmannschaft die Olympischen Spiele 1972 in Sapporo, wo er mit dem Team den fünften Platz erreichte. Seine letzte Nominierung für das Nationalteam erhielt er im Alter von 35 Jahren, belegte mit der finnischen Auswahl bei der Weltmeisterschaft 1982 jedoch nur den fünften Rang und konnte somit bei keinem Turnier eine Medaille gewinnen.

#### Statistik
Vertrat Finnland bei:
- Weltmeisterschaft 1971
- Weltmeisterschaft 1972
- Olympia 1972
- Weltmeisterschaft 1973
- Weltmeisterschaft 1974
- Weltmeisterschaft 1975
- Weltmeisterschaft 1978
- Weltmeisterschaft 1979
- Weltmeisterschaft 1982

| Jahr          | Team          | Veranstaltung |    | Sp | T | V  | Pkt | SM |
| ------------- | ------------- | ------------- | -- | -- | - | -- | --- | -- |
| 1971          | Finnland      | WM            | 6  | 1  | 1 | 2  | 0   |    |
| 1972          | Finnland      | WM            | 10 | 5  | 2 | 7  | 16  |    |
| 1972          | Finnland      | Olympia       | 4  | 0  | 0 | 0  | 4   |    |
| 1973          | Finnland      | WM            | 10 | 0  | 0 | 0  | 13  |    |
| 1974          | Finnland      | WM            | 7  | 1  | 0 | 1  | 0   |    |
| 1975          | Finnland      | WM            | 10 | 5  | 0 | 5  | 4   |    |
| 1978          | Finnland      | WM            | 10 | 3  | 4 | 7  | 8   |    |
| 1979          | Finnland      | WM            | 8  | 3  | 2 | 5  | 8   |    |
| 1982          | Finnland      | WM            | 5  | 0  | 0 | 0  | 2   |    |
| Herren gesamt | Herren gesamt | Herren gesamt | 70 | 18 | 9 | 27 | 55  |    |

(Legende zur Spielerstatistik: Sp oder GP = absolvierte Spiele; T oder G = erzielte Tore; V oder A = erzielte Assists; Pkt oder Pts = erzielte Scorerpunkte; SM oder PIM = erhaltene Strafminuten; +/− = Plus/Minus-Bilanz; PP = erzielte Überzahltore; SH = erzielte Unterzahltore; GW = erzielte Siegtore; 1 Play-downs/Relegation; Kursiv: Statistik nicht vollständig)

### Als Trainer
Nach dem Ende seiner aktiven Karriere 1989 arbeitete Repo zunächst als Jugendtrainer bei verschiedenen Vereinen, unter anderem auch für den Herning IK, mit dem er als Spieler dänischer Meister geworden war. Von 1996 bis 1999 war er Cheftrainer des dänischen Rekordmeisters und gewann mit dem Team zwei weitere Titel in der Eliteserien. Im Anschluss an diese Zeit zog sich Repo aus dem professionellen Eishockey zurück.

## Erfolge und Auszeichnungen

### Als Spieler
- 1974/75 Torschützenkönig und Teilnahme am All-Star-Spiel in der SM-sarja
- 1975/76 Teilnahme am All-Star-Spiel und Spieler des Jahres in der SM-liiga
- 1982 Finnischer Vize-Meister mit TPS
- 1987 Dänischer Meister mit dem Herning IK

### Als Trainer
- 1997 und 1998 Dänischer Meister mit dem Herning IK